# Regillio Simons
Regillio Simons (* 28. Juni 1973 in Amsterdam) ist ein ehemaliger niederländischer Fußballspieler und ‑trainer. Aktuell ist er der Nachwuchsabteilungsleiter beim ASV De Dijk. Er stand als Spieler zuletzt beim FC Türkiyemspor unter Vertrag.

## Karriere
Simons begann seine Karriere bei mehreren kleinen niederländischen Vereinen wie dem Amsterdamsche FC DWS und dem Almere City FC. Seine Profikarriere begann bei Telstar, ehe er bei Fortuna Sittard seinen Durchbruch schaffte. Danach folgten drei Jahre beim NAC Breda, ehe es ihn nach Sittard zurückzog. Über Willem II Tilburg ging es für ihn nach Japan zu Kyōto Sanga, ehe er für drei kurze Stationen in die Niederlande zurückkehrte.
Nach seiner Spielerkarriere ging es für ihn als Trainer bei mehreren niederländischen unterklassigen Vereinen, sowie in der Jugendakademie von Ajax Amsterdam, weiter.
Sein Sohn Xavi ist ebenfalls Fußballprofi.